# Río Quito
Río Quito es un municipio  de Colombia, la cabecera municipal es Paimadó, está situado al noroeste del país en departamento de Chocó; se encuentra a 200 m de la capital departamental, Quibdó.

## Toponimia
Paimadó recibió ese nombre por estar localizado en cercanías de la boca de la quebrada del mismo nombre. Mientras, el municipio por estar en la cuenca del rio Quito.

## División Político-Administrativa
Además de su Cabecera municipal: Paimandó. Río Quito tiene bajo su jurisdicción los siguientes Centros poblados:
- Boca de Apartadó
- Chiguarandó Alto
- Chiviguidó
- La Soledad
- Loma de Los Gamboa
- San Isidro
- Villa Conto

## Historia
Paimadó fue fundada por Nicomedes Palacios, Bartolomé y Celestino Romaña en 1801. Antes de eso, la población se asentaba en Boca de Quitordó, que recibió el nombre de Belén de Quito. En 1994, los habitantes de la cuenca de Río Quito viajaron a Quibdó para solicitar la creación del municipio.
El 25 de abril de 1999, mediante Ordenanza n.º 004 firmada en la cabecera municipal, Paimadó, la Asamblea Municipal de Chocó aprobó la creación del municipio de Río Quito, siendo gobernador del departamento el doctor Juan B. Hinostroza Cossio. En el mismo mes, mediante el Decreto Departamental n.º 0285, fue designada la señora Candelaria Sánchez Córdoba como primera alcaldesa municipal, quien se desempeñó hasta diciembre de 1999. Inmediatamente, se abrieron elecciones y fue elegido el señor José Guido Mena Córdoba como primer alcalde electo por voto popular.